# ماهدشت
ماهدشت شهری از توابع شهرستان کرج در استان البرز است. در سال ۱۳۹۵ ماهدشت ۶۲٬۹۱۰ نفر جمعیت داشته و از این حیث شهری با جمعیت متوسط محسوب می‌شود. ماهدشت در بیشترین حالت، ۴٫۴ کیلومتر طول و ۲٫۲ کیلومتر نیز عرض دارد.

## تاریخ

### پیش از اسلام
در بخشی از کتاب حکیم رازی آمده: … فرهاد یکم اشکانی تیرهٔ «مَردی» («اَمارد» ها) را در آنجا مستقر نمود … باید گفت اولاً «کاراخس» ری برخلاف نظر مفسّران شهر «خوار» ری نیست، بل قطعاً مُراد از آن حسب توصیف همانا کرج می‌باشد؛ ثانیاً تیرهٔ «مَردی» (قوم باستانی بسیار مشهور «اَمارد» ها) که گوید در آنجا ـ یعنی ـ در کرج مستقر شدند، امروزه شهرک «مردآباد» کنونی پایین‌دست کرج از آثار باقی آن قوم‌است.

## وضعیت طبیعی

### جغرافیا
از نظر موقعیت جغرافیایی از موقعیت مطلوبی برخوردار است زیرا از یک طرف بر سر راه ترانزیت تهران، کرج و اشتهارد واقع شده است که این محور در ادامهٔ خود به استان‌های قزوین، همدان، کرمانشاه و کردستان مرتبط است و از طرف دیگر محوری که از طریق شهریار به استان مرکزی متصل می‌گردد، از مجاورت این شهر می‌گذرد. این شهر در مجاورت فرودگاه پیام واقع شده است.
بزرگ‌ترین مجتمع مسکونی شهر مجتمع مهر که دارای ۱۲۰۰۰واحد آپارتمان می‌باشد در انتهای ماهدشت واقع شده است که در سال ۱۳۸۹ مورد بهره‌برداری قرار گرفت. دومین مجتمع مسکونی ماهدشت شهرک امام رضا می‌باشد که شامل ۳۰۰ واحد است و به لحاظ زمان ساخت در مدت ۱۵ ماه دارای رکورد در ایران می‌باشد
در فرهنگ جغرافیایی ایران نوشته حسینعلی رزم آرا دربارهٔ این مکان اینگونه آمده است: مردآباد دهی جزء دهستان حومه بخش کرج شهرستان تهران است. در ۲۰ کیلومتری جنوب باختر کرج کنار راه نیمه شوسه کرج به اشتهارد - در جلگه با آب و هوای معتدل دارای ۱۲۰۰ سکنه شیعه‌مذهب با زبان فارسی و ترکی. - دارای آب از رودخانه کرج - دارای باغات بسیار - محصولات غلات بن‌شن صیفی، چغندر قند قلمستان. -شغل زراعت - امامزاده و دبستان دارد - چند دستگاه ساختمان جدید خوب از طرف، ملکه مادر در آنجا بنا شده است. -دو سه مزرعه کوچک جزء این ده می‌باشد - راه فرعی ماشین رو دارد.
ماهدشت با ۲۷۰۰۰ هکتار زمین کشاورزی یکی از قطب‌های کشاورزی استان البرز و کرج محسوب می‌شود. این شهر در چند سال اخیر از نظر صنعتی و تفریحی مورد توجه ساکنان استان‌های هم‌جوار قرار گرفته و سرمایه‌گذاری‌های زیادی در این منطقه انجام شده است. ماهدشت از سمت شمال با مهرشهر و کیانمهر، از سمت شرق با محمد شهر و عباس‌آباد، از غرب با اشتهارد و از سمت جنوب با صفادشت همسایه است. جمعیت این شهر طبق آخرین سرشماری‌ها ۶۳ هزار نفر و مساحت آن ۶۱۱۶۷ است.
ماهدشت از موقعیت جغرافیایی خوبی برخوردار است زیرا در مسیر اصلی ترانزیت تهران-کرج-اشتهارد قرار گرفته و به بخش‌های غربی کشور مانند کرمانشاه، قزوین، همدان و کردستان دسترسی دارد. همچنین از طریق شهریار به استان مرکزی متصل می‌شود. نزدیکی این شهر به فرودگاه بین‌المللی پیام و همچنین منطقه اقتصادی ویژه مزیت آن را چند برابر می‌کند 

### پوشش گیاهی
مقدار بارش و نزولات جوی در منطقه ماهدشت بسیار اندک است و رقم قابل توجهی را نشان نمی‌دهد ((منطقه ماهدشت به‌واسطه کمی نزولات آسمانی و طولانی بودن فصل خشک پوشش گیاهی مطلوب و قابل توجهی ندارد. مراتع منطقه طی سالیان گذشته به‌علت عدم رعایت ظرفیت و نداشتن تناسب بین وسعت مراتع و تعداد احشام پوشش گیاهی خود را از دست داده است مراتع منطقه ماهدشت از نوع قشلاقی درجه ۳ و۴ می‌باشد و گونه‌های مرتعی آن انواع علفهای مقاوم به شوری و شور مانند یوشان؛ جارو؛ گون؛ اسفند؛ پرند؛ گز؛ ورک وانواع کاروانی‌های یک ساله می‌باشد. درختان منطقه شامل کاج تهران؛ سنجد تلخ؛ پسته؛ سرو تبری؛ زبان گنجشگ و توت می‌باشد. 

### گسل ماهدشت
در اطراف این شهر گسلی با نام گسل ماهدشت وجود دارد.
بعضی از خبرگزاری‌های رسمی کشور از فعال بودن گسل ماهدشت خبر دادند.

## آب و هوا
ارتفاعات البرز بیشترین نقش را در شکل‌گیری اقلیم این استان دارد؛ به طوری که در فصل‌های سرد سال تحت تأثیر سیستم‌های شمالی، شمال غربی و مخصوصاً جنوب غربی است. بارندگی‌های این منطقه از ماه‌های آبان و آذر شروع شده و تا اواسط اردیبهشت ادامه پیدا می‌کند. ماهدشت از شهرهای استان البرز محسوب می‌شود و آب و هوای این شهر نیز به مانند دیگر شهرهای استان البرز است. ماهدشت آب و هوای نیمه کوهستانی دارد اما بارش‌های کم سال‌های اخیر ماهدشت را به گاهی به منطق گرم و خشک تبدیل می‌کند.

## مردم

### مذهب
مردم ماهدشت پیرو دین اسلام و شیعه‌مذهب هستند.

### زبان
مردم ماهدشت به زبان‌های تورکی  فارسی و تاتی سخن می‌گویند و با مهاجرت اقوام کشور در این شهر گویش‌ها متفاوتی هم وجود دارد.

## مراکز آموزش عالی
- دانشگاه آزاد کرج -دانشگاه تخصصی رشته کشاورزی، واحد ماهدشت
- دانشگاه پیام نور ماهدشت

## اماکن تاریخی
- تپهٔ مردآباد: تپهٔ مردآباد (ماهدشت) مربوط به هزارهٔ ۵ تا هزارهٔ سوم پیش از میلاد است و در شهرستان کرج مردآباد، داخل شهر واقع شده و این اثر در تاریخ ۲۷ دی‌ماه ۱۳۷۷ با شمارهٔ ثبت ۲۲۵۲ به‌عنوان یکی از آثار ملی ایران به ثبت رسیده است[۸]
- چشمهٔ شاهدشت: دارای مواد سولفاته سدیک کلرور کلسیک که برای بیماری‌های پوستی و دستگاه گوارش و گواتر مفید است.
- قلعهٔ حیدرآباد: از آثار باستانی به‌جاماندهٔ دوران صفویان و قاجاریان در حسین‌آباد ماهدشت.
- تپهٔ حیدرآباد: تپه‌ای باستانی به‌جامانده از نیمهٔ نخست قرن نه هجری قمری واقع در حسین‌آباد.
- تپهٔ امامزاده قاسم: تپهٔ باستانی به‌جامانده از سدهٔ پنج تا نه هجری قمری در نزدیکی امامزاده قاسم روستای حاجی‌آباد ماهدشت.
- تپه‌های امامزاده احمد و محمود: دورهٔ اسلامی (سده‌های ۷، ۸ و ۹ ه‍.ق) در کنار مرقد امامزاده احمد و محمود ماهدشت.
- تپه‌های باستانی راشته: دوران سدهٔ ۵ تا ۹ ه‍.ق که آثار آن در راشته ماهدشت باقی‌ست.[۴]

#### اماکن تفریحی و گردشگری
از جمله اماکن تفریحی ماهدشت می‌توان به موارد زیر اشاره کرد:
- رودخانهٔ شور
- کوه‌های شور قلعه
- جادهٔ هوا و فضا که پیست مسابقات دوچرخه‌سواری و دو و میدانی کشور می‌باشد.
- مجموعهٔ تفریحی ورزشی نشاط
- بازار دست‌فروشان روزهای دوشنبه کنار تپهٔ تاریخی ماهدشت
- باشگاه اسب‌سواری زیتون

### پارک
- پارک شهر - میدان امام خمینی
- بوستان محله شهرک پیام - شهرک پیام ماهدشت

### محله‌ها
محلات در ماهدشت عمدتاً براساس قومیت و زبان شکل گرفته است و رسمیت عرفی یافته است و هر دسته از مهاجرین که وارد شهر شدند براساس قومیت یا زبان فضایی از شهر را بخود اختصاص دادند که مبنای محله بندی عرفی شهر قرار می‌گیرد.

### خیابان‌ها و بلوارهای مهم
- بلوار امام
- بلوار کشاورز
- بلورار اردیبهشت
- بلوار شورا
- بلوار بی‌بی سکینه
- بلوار بسیج
- خیابان بهشتی
- خیابان مهران
- خیابان امام رضا
- خیابان نصر
- خیابان ایثار
- خیابان کارخانهٔ قند
- خیابان قائم
- خیابان سرداران
- خیابان یاس

### روستاها
- راشته
- احمدآباد
- شورقلعه

## اقتصاد

### شهرک صنعتی
شهرک صنعتی ماهدشت (یا خوارزمی) با مساحت ۲۵۰ هکتار در غرب کرج قرار دارد که در سال ۱۳۹۷ شروع به فعالیت نمود. شهرک صنعتی ماهدشت دارای بیش از ۱۵۰ واحد صنعتی که حدود ۶۰۰۰ فرصت شغلی ایجاد کرده است.

### فرودگاه
فرودگاه پیام، (یاتا: PYK، ایکائو: OIIP) فرودگاه بین‌المللی و همزمان منطقهٔ ویژهٔ اقتصادی واقع در شهر کرج به فاصلهٔ ۳۵ کیلومتری تهران در استان البرز می‌باشد. این فرودگاه در سال ۱۳۷۱ تأسیس شد، اما به‌طور رسمی در سال ۱۳۷۶ فعالیت خود را آغاز کرد. منطقهٔ ویژهٔ اقتصادی پیام در محدوده‌ای به وسعت ۳٬۶۰۰ هکتار در اراضی ۱۰ هزار هکتاری فرودگاه بین‌المللی پیام در استان البرز تأسیس شده است. هدف از تأسیس این منطقهٔ ویژهٔ اقتصادی، حمل و نقل بار هوایی و پستی، فرآوری کالا، انبارداری، خدمات سردخانه‌ای، صنایع ارتباطات و فناوری اطلاعات و صادرات است.

## اماکن ورزشی
- سالن ورزشی نیکو -خیابان نیکو
- سالن ورزشی امام رضا (ع) -خیابان امام رضا
- سالن ورزشی بهمن -خیابان نصر
- سالن ورزشی شهدا - خیابان بهشتی
- سالن ورزشی امام رضا (ع) دانشگاه- خیابان اردیبهشت